# アドリアノープルの戦い (1205年)
アドリアノープルの戦いは、1205年4月14日、第二次ブルガリア帝国の皇帝カロヤンと、わずか数か月前に皇帝となったラテン帝国のボードゥアン1世との間で発生した戦いで、ブルガリア帝国が勝利した。

## 背景
第4回十字軍はヴェネツィアからの借金を返済することができなかったため、ヴェネツィアの総督エンリコ・ダンドロは、当初の目的であるエルサレムから逸脱することを示唆した。1204年4月12〜13日、先に進む代わりに、ビザンツ帝国の首都であるコンスタンティノープルが占領され、略奪された。コンスタンティノープル陥落によりラテン帝国が誕生した。当初の支配領域はコンスタンティノープル周辺とトラキア州のみであったが、最終的にはビテュニア、テッサリア、ギリシャ中部および南部に拡大した。
同じ頃、ブルガリア皇帝のカロヤンは、教皇インノケンティウス3世との交渉を無事に完了した。ブルガリアの統治者は「レックス」、すなわち皇帝として認識され、ブルガリアの大司教は総主教の称号を取り戻した。
カロヤン皇帝と西欧の新征服者たちとの関係は一見良好に見えたが、コンスタンティノポリスに定住した直後、ラテン人たちはブルガリアの土地に睨みを利かせるようになった。ラテン帝国の騎士は、国境を越えてブルガリアの町や村を略奪するようになった。これらの好戦的な行動のため、ブルガリア皇帝はラテンの人々との同盟は不可能であり、まだ征服されていないトラキアのギリシャ人の中から同盟国を見つける必要があると確信した。 1204年から1205年の冬、地元のギリシャ人貴族の使者がカロヤンを訪れ、同盟が結ばれた。1205年の春、ディディモティホとアドリアノープルが反乱を起こし、その後すぐにトラキア全体が反乱を起こした。ボードゥアン1世は軍隊を北に向かわせ、3月末までにアドリアノープルに到着した。

## 包囲
ラテン帝国側は城を正面から攻撃するのではなく、防御側を疲れさせるために、長期にわたる包囲を開始した。城を包囲する機械や城壁の下に地雷を掘るなどして防御力を大幅に低下させ、辛抱強く隙をうかがった。ラテン帝国の騎士の主力部隊は、都市の周囲にしっかりとした守りの陣地を作り、来襲する援軍を見つけては追い払った。城壁の各門の前には部隊が配置され、特にドージェのエンリコ・ダンドロが率いるヴェネツィアの軍団が活躍した。
1205年4月10日、反乱を起こしたギリシア人に対する恩義から、カロヤン皇帝は軍を率いて到着し、街の北東約25キロメートルの地点で野営を開始した。十字軍に同行してバルカン半島に渡ったフランスの歴史家・騎士ジョフロワ・ド・ヴィルアルドゥアンによると、軍隊は最大54,000人の兵士で構成されていた。

## 軍勢

### ブルガリア帝国
フランスの歴史家ジョフロワ・ド・ヴィルアルドゥアンによると、ブルガリア軍の数は約54,000人だった。その軍隊の中には、ヴラフ人とクマン人の軽騎兵もいた。当時、皇帝自身がクマン人の王女アンナと結婚していたので、カロヤンの同盟国または傭兵だった。フランスの歴史家は、それらの兵力は約14,000人であり、「彼らは洗礼を受けていなかった」と指摘している。それにもかかわらず、彼らの騎兵隊は戦いにおいて重要な役割を果たした。

### ラテン帝国とヴェネツィアの軍隊
アドリアノープルのラテン軍には約300人の騎士がいた。これに騎兵と歩兵（1000-1500人以下と思われる）が加わり、ヴェネツィア軍も1000-1500人であったとする資料がある。部隊の総数は4000人以下だったが、何人の兵士が戦闘に参加し、何人が包囲を続けたかは明らかではない。
ヴィルハルドゥアンのジェフリーは、騎士の大半がそれぞれ自分の部隊を持ち、またすべてのヴェネツィア人がクマン人とヴラフ人を追いかけ、ブルガリアの待ち伏せに直接入ったと指摘している。この戦いに参加した騎士の名前が多く挙げられている。皇帝ボードゥアン1世、ブロワ伯ルイ1世、ベツレヘム司教ペテロ、ペルシュのステファン、メンティミレルのレノ、ロンソアのロバート、ウモントのウスタス、ロンバルディア伯ジェラル、マゼロルのヤンなどである。同じ歴史家によると、ドージェのエンリコ・ダンドロ自身が率いるヴェネツィア軍全体が戦いに参加したという。

### アドリアノープルとトラキアの勢力
彼らは戦い自体には参加していないが、東トラキアからのビザンチンの反逆者全員がアドリアノープルに集まり、征服者から壁を守るために立ち上がった。それらの数は不明である。

## 戦闘

### 初日、1205年4月13日
4月13日、カロヤンはクマン騎兵隊を偵察に送り、騎士に対する「テスト攻撃」を行った。クマン人は皇帝ボードゥアン1世に奇襲攻撃を仕掛け、怒った騎士たちは巧みな反撃に出たが、騎兵隊はすぐに引き返して「明らかに逃げた」。こうして長い追跡劇が始まり、カロヤンはうまく騎士団を陣地から誘い出した。長い距離を走った後、クマン人は急旋回し、突進してくる敵に矢を放ち始め、多くの人と軍馬が殺された。騎士たちは自分たちの愚かさに気づき、そのままの体勢でブルガリア軍の攻撃を待つことにした。ボードゥアン1世は、残りのすべての騎士と兵士を集め、次の戦いの準備をするのを待つことにした。
待ち伏せの準備中に、ブルガリア人はいわゆる「オオカミの穴」を掘って重騎兵の移動と戦闘形成の障害となるものを作った。カロヤンは前線がラテン帝国軍に屈服し始めた場合に備え、歩兵を待ち伏せし、予備隊は重騎兵で構成した。クマン人の軽騎兵は、騎士を罠に導くよう命じられた。
同じ夜、ボードゥアン1世は現在の男爵と第4回十字軍の指導者全員を集め会議を招集した。彼らは、クマン人による新たな攻撃の場合、軍隊は追随せず、むしろ宿営地の前で戦列を組むべきだという決定を下した。

### 2日目、1205年4月14日
1205年4月14日木曜日、カトリックのイースターのお祝いの間に、クマン人軽騎兵隊が矢と大きな叫び声と鉄の音で騎士たちのキャンプを一挙に襲った。この冒涜的な行為に憤慨した騎士たちは、武器を手に取り、馬に乗り込み、戦闘態勢に入った。事前の計画にもかかわらず、ブロワ伯ルイ1世は他の軍隊を待たず、クマン人の軽騎兵よりはるかに速い部隊を追って突進してきた。これに惑わされた他の兵士たちは、すでに怒りで目が曇っていたため、彼の後を追った。このため、軍は砦を後にして追跡を開始し、必然的に待ち伏せに到達することになる。騎馬隊の速度が速いため、クマン人は何度も立ち止まって敵の猛烈な重騎兵が追いつくのを待たなければならず、その後、模擬戦闘をして再び逃げた。これは、丘の間の渓谷にある待ち伏せ場所に到着するまで続いた。
クマン人は、落とし穴を無事に通り過ぎると、真剣勝負を覚悟して引き返した。しかし、騎士の特徴である隊列と疾走の嵐で突撃してきたとき、馬の多くは騎手とともに「オオカミの穴」に倒れ込むことになった。このため、攻撃は中断され、敵は混乱に陥った。そして、待ち伏せしていたブルガリアの歩兵が現れ、騎士団を完全に包囲した。ボードゥアン1世が残りの200人の騎士を引き連れて到着したときには、すでに手遅れだった。包囲網を突破し、ブロワ伯ルイを解放しようとしても徒労に終わる。これを見たカロヤンは、今度は重騎兵でボードゥアン1世を囲み、騎士たちを2つの小集団に分離して攻撃する。陣形が崩れ、囲まれて協力し合うことができなくなった騎士たちは、完全に全滅した。そのためにブルガリア軍は縄と鉤状の棒術を用いる。これらの武器で騎士たちを馬から離し、剣、ハンマー、斧で仕留めることに成功した。
それでも戦いは激しく、夜遅くまで戦われた。ラテン軍の主力は排除され、騎士団は敗れ、皇帝ボードゥアン1世はヴェリコ・タルノヴォで捕虜になり、ツァレヴェッツ要塞の塔の頂上に幽閉されることになった。

## 影響

### ボードゥアン1世皇帝の終焉
ブルガリアに捕らえられた後、皇帝ボードゥアン1世の消息は臣下に知られず、不在の間は弟のアンリが摂政を務めることになった。ボードゥアン1世が捕虜として死亡したことは知られているが、その死の正確な状況は不明である。当初は貴重な囚人として扱われたが、後にツァレヴェッツの塔の一つで死ぬまで放置されたようだ。彼の死については多くの伝説があり、最も有名なのは、カロヤンの妻を誘惑しようとしたために死んだというものである。歴史家ジョージ・アクロポリスは、約400年前のニケフォロス1世の時と同じように、皇帝がボードゥアン1世の頭蓋骨を酒杯にしたと報告しているが、ニケフォロス1世の時とは異なり、これを確認する証拠は見つかっていない。確実に分かっていることは、カロヤンが皇帝の獄死を教皇インノケンティウス3世とボードゥアン1世の裁判所の両方に報告したということである。中世ブルガリアの首都ヴェリコ・タルノヴォのツァレヴェツ要塞の塔は、現在でも「ボードゥアンの塔」と呼ばれている。

### 騎士の名誉とラテン帝国の崩壊
アドリアノープルの戦いで騎士団が敗れたこの事実は、瞬く間にヨーロッパ中に知れ渡った。無敵の騎士団の栄光は、貴賤を問わず誰もが知っていたため、当時の世界には間違いなく大きな衝撃が走った。城壁が破れないと噂される当時の最大都市の一つコンスタンティノープルを占領した騎士団の名声は広く知れ渡っており、カトリック世界は動揺した。騎士団はオーラを失い、もはや対抗する術を見いだせないほどの力を持った存在であるとは見なされなくなった。アドリアノープルの戦いからわずか1年後、ラテン帝国に壊滅的な打撃が与えられ、その傷は最終的な崩壊につながることになった。

### ローマ人殺しカロヤン
アドリアノープルの戦いから2年後、カロヤンは他のラテンの都市や、彼に対して陰謀を企て始めたビザンチンの反政府勢力の都市を焼き払うために出発した。血なまぐさい行為だったが、ビザンチンの歴史家ジョージ・アクロポリテスは、皇帝がこのような命令を出した理由について次のように説明している。「バシレイオス2世がブルガリアに対して行った悪事に対する復讐であり、バジルが自らをブルガリア人殺しと称したように、皇帝は自らをローマ人殺しと称したのである。」